# SM Tb 94 F
SM Tb 94 F – austro-węgierski torpedowiec z okresu I wojny światowej typu Tb 82 F. Od 1920 roku służył w Grecji jako Proussa. Został zatopiony 4 kwietnia 1941 roku.

## Historia służby
SM Tb (Torpedowiec Jego Cesarskiej Mości) 94 F wszedł do służby w c.k. marynarce Austro-Węgier 26 maja 1916 roku, jako trzynasty okręt typu Tb 82 F. 21 maja 1917 roku nazwę skrócono do SM Tb 94. Służył bojowo podczas I wojny światowej.
Tb 94 przetrwał wojnę, po czym w 1920 roku został sprzedany do Grecji (wraz z bliźniaczymi Tb 92F i 95F oraz 98 M, 99 M i 100 M zbliżonego typu). Po wcieleniu do marynarki greckiej otrzymał nazwę „Proussa” (Προύσα, od miasta Bursa).
Po ataku Włoch na Grecję, „Proussa” został poważnie uszkodzony przez włoskie lotnictwo 4 kwietnia 1941 roku w rejonie Korfu, po czym samozatopiony przez załogę.

## Opis
Tb 94 F wyposażony był w dwa kotły parowe typu Yarrow, współpracujące z dwoma turbinami parowymi AEG-Curtiss. Okręt uzbrojony był początkowo w dwie armaty kalibru 66 mm L/30, pojedynczy karabin maszynowy Schwarzlose oraz dwie podwójne wyrzutnie torped kalibru 450 mm. Od 1917 roku rufową armatę 66 mm mocowano na okrętach tego typu na podstawie umożliwiającej prowadzenie ognia do celów powietrznych.
Na okrętach w greckiej służbie zamieniono uzbrojenie na jedną armatę 66 mm, jedno działko przeciwlotnicze 37 mm na rufie oraz dwie pojedyncze wyrzutnie torped 533 mm.